# Jean-Baptiste Gayot Dubuisson
Pour les articles homonymes, voir Dubuisson.
Jean-Baptiste Gayot Dubuisson, né vers 1660 et mort vers 1735, est un peintre français connu pour ses natures mortes de fleurs et de fruits.

## Biographie
Jean-Baptiste Gayot Dubuisson, originaire de Paris, était un élève de Jean-Baptiste Monnoyer, peintre spécialisé dans la peinture de natures mortes et de fleurs.
Accompagnant son gendre le peintre Antoine Pesne (1683-1757), ce dernier étant appelé à la cour du roi de Prusse Frédéric-Guillaume Ier, il s’installa d’abord à Berlin, puis à Dresde en 1717.
Plus tard, il rejoignit Varsovie, où il serait mort.

## Œuvres

### Collections publiques
- Copenhague, Statens Museum for Kunst : Nature morte. Légumes, huile sur toile ; Portrait d’une dame avec une fleur au-dessus de la tête ; Chardons et champignons, huile sur toile.

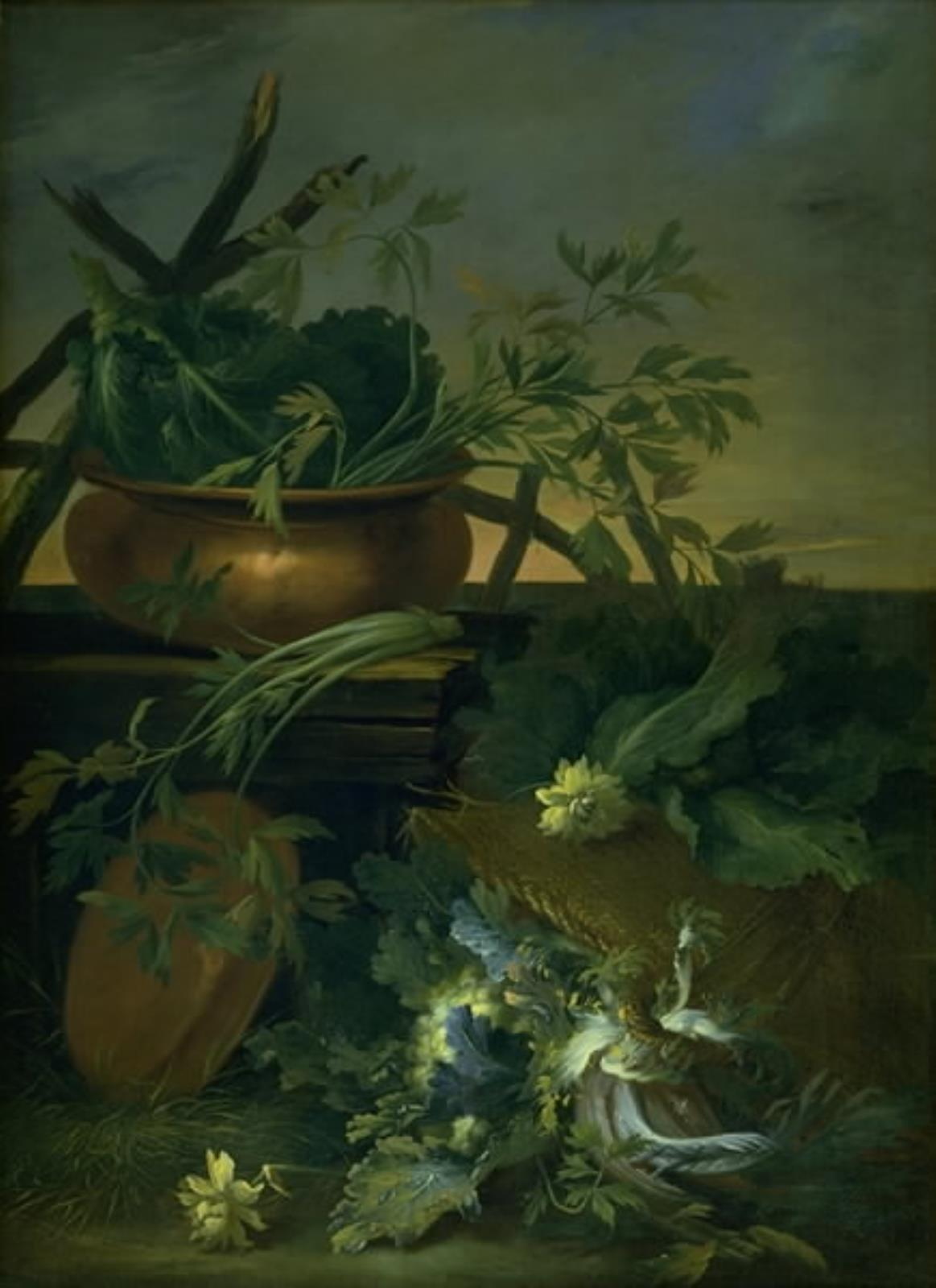
Nature morte. Légumes, Copenhague, Statens Museum for Kunst.
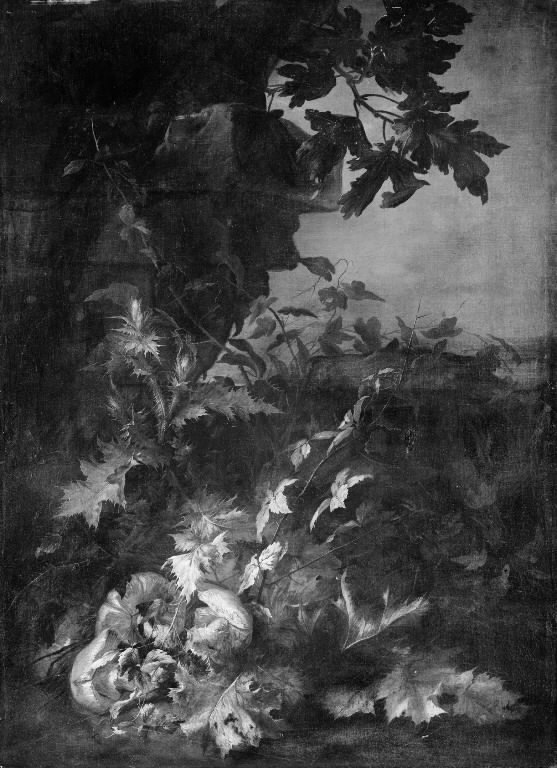
Chardons et champignons, Copenhague, Statens Museum for Kunst.

### Collections privées
- Vase de fleurs sur un entablement, huile sur toile, 66 x 82,5 cm (tableau ayant appartenu à la comtesse Micaela d’Orléans (1938-2022)[4]).

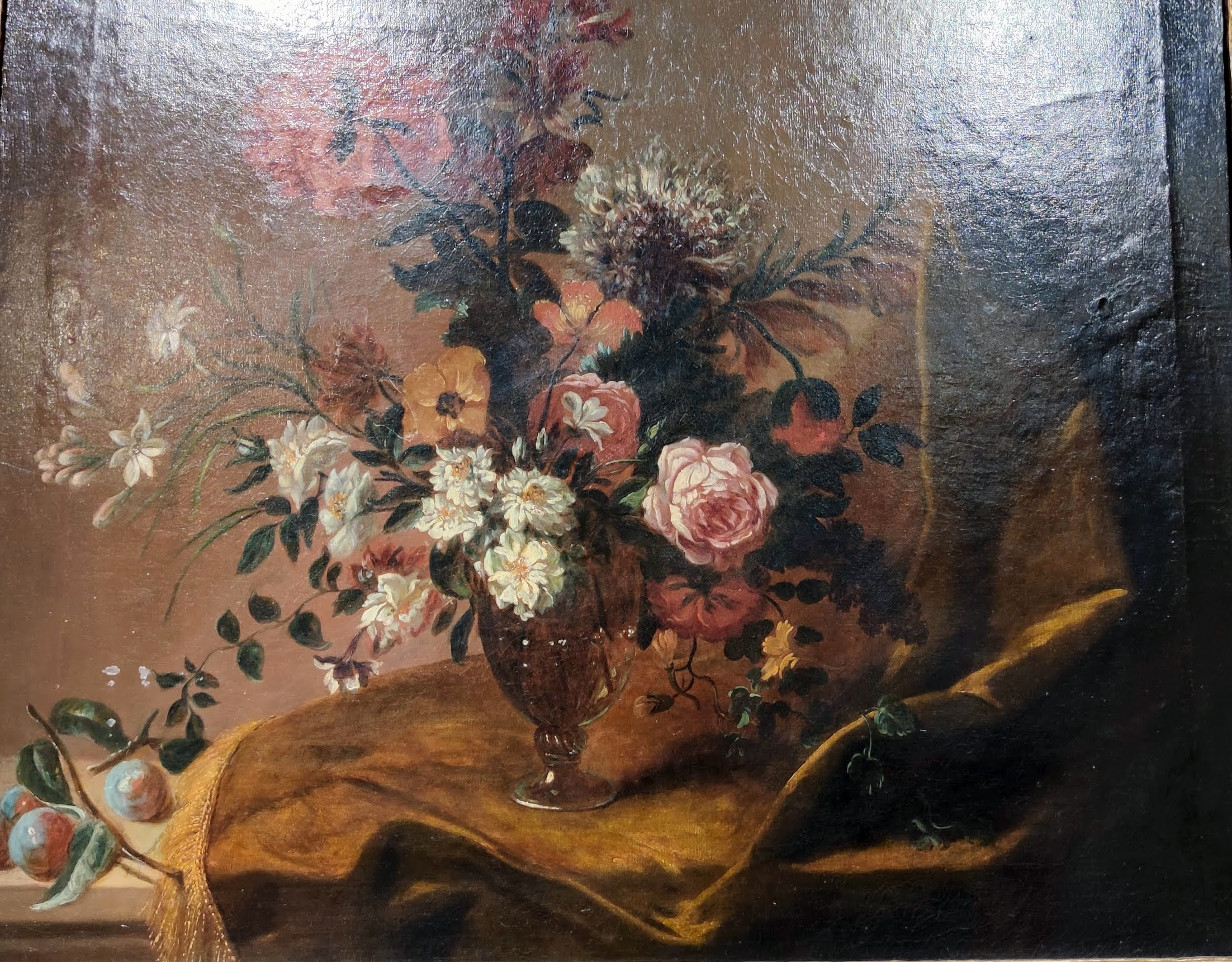
Vase de fleurs sur un entablement, (collection particulière).